# Variante do Paraopeba (Estrada de Ferro Central do Brasil)
A Variante do Paraopeba é uma ligação ferroviária, em bitola larga, que liga a cidade de Congonhas a cidade de Belo Horizonte. A via parte da Linha do Centro em Congonhas, atravessa Jeceaba, Brumadinho e Ibirité até chegar a Estação Belo Horizonte.

## História
A Variante do Paraopeba foi construída pela Estrada de Ferro Central do Brasil entre os anos de 1914 e 1917, já em bitola larga (1,6 m), para aliviar e facilitar o tráfego de trens entre o Rio de Janeiro e Belo Horizonte, já que até a inauguração desta linha, tinham que passar pela sobrecarregada zona de mineração da Linha do Centro e pelo inconveniente do transbordo para a bitola métrica (1,0 m) em Miguel Burnier, o que dificultava as operações dos trens de passageiros entre as duas capitais.
A Variante do Paraopeba, que recebeu este nome pois durante boa parte de sua extensão acompanha às margens do Rio Paraopeba, partiu da Linha do Centro na Estação de Joaquim Murtinho, em Congonhas, e chegou até a Estação Central de Belo Horizonte, em 1917. Entre a Estação Central de Belo Horizonte e a Estação General Carneiro, em Sabará (onde a variante volta a se encontrar com a Linha do Centro), foi mantida a bitola métrica de um pequeno ramal já existente que passou a ser parte da variante. 
Durante a década de 1970, o trecho que passa por dentro da capital mineira, da Estação Barreiro até a Estação General Carneiro, ganhou a bitola mista (1,0 m e 1,60 m) para permitir a passagem de trens oriundos da FCA e da EFVM.

## Operação
Em 1996 a Variante do Paraopeba foi concedida pela RFFSA para a empresa MRS Logística, como parte da Linha do Centro, que transporta em suas composições principalmente minério de ferro e material siderúrgico no trecho.